# 佐竹義盛
佐竹 義盛（さたけ よしもり、貞治4年/正平20年（1365年） - 応永14年9月21日（1407年10月22日））は南北朝時代から室町時代前期にかけての武将、守護大名。佐竹氏の第11代当主。父は佐竹義宣（義香）。母は河越氏の娘。正室は江戸氏の娘。子に佐竹義人妻、那須資重妻。常陸守護。官位は左馬助。称号は屋形号。

## 生涯
1389年、父・義宣の死により家督を継ぐ。佐竹氏が鎌倉公方より関東八屋形に任命されたのは義盛が当主の時代にあたる。1399年、鎌倉に多福寺（現在の大宝寺）を建立し、若くして入道して多福寺殿と号した。男子に恵まれず、弟の義有は病弱であったため、関東管領上杉憲定の次男・義憲を婿養子として迎えた（養子を迎えたのは義盛の没後だったとも）。応永14年（1407年）9月21日、43歳で死去し、後を養嗣子の義憲（義人）が継いだ。